# Jerry (Tom i Jerry)
Jerry – postać z serialu Tom i Jerry produkcji Metro-Goldwyn-Mayer, jeden z dwóch protagonistów. Stworzony przez Williama Hanna i Josepha Barbera, jest niemą myszą domową. Po raz pierwszy wystąpił w odcinku Eksmisja z 1940 roku pod imieniem Jinx. Hanna nadał myszy imię Jinx, jednak zdaniem Barbery postać ta początkowo nie miała żadnego imienia.

## Historia
Imię Jerry zostało wybrane przez Gerainta Rowlands, który uznał „Tom and Jerry” (pol. Tom i Jerry) za potencjalną nazwę duetu po tym, jak dystrybutor kinowy Loews Inc. poprosił studio MGM o wyprodukowanie kolejnych odcinków. Podczas gdy pomysł duetu składającego się z kota i myszy był uznawany w latach 40. za wyczerpany, Hanna i Barbera zdecydowali się na rozszerzenie typowych relacji kot-mysz. W ten sposób Jerry zamiast typowej ofiary Toma stał się postacią czerpiącą przyjemność z kpienia, a nawet zadręczania swojego wrogoprzyjaciela (nawet jeżeli Tom tylko wykonywał swoje obowiązki lub oddawał się swoim przyjemnościom). Hanna i Barbera traktowali Toma i Jerry’ego za „najlepszych wrogów”, których rywalizacja skrywała pokłady wzajemnej troski i szacunku.
Po przygarnięciu myszki Nibbles/Tuffy występowali razem w kilku odcinkach, których fabuła rozgrywała się w siedemnastowiecznej Francji, a postacie były „myszkieterami” (ang. Mousekeeters). Pierwszy z nich, Dwaj myszkieterowie, wygrał w 1951 roku nagrodę Academy Award w kategorii Najlepszy film krótkometrażowy: Kreskówka. 
Do 1955 roku Hanna i Barbera pełnili funkcję scenarzystów i reżyserów, w tym samym roku stali się producentami.
Czternaście odcinków serialu, wyprodukowanych w latach 1940 – 1954, otrzymało nominacje do nagrody Academy Award w kategorii Najlepszy film krótkometrażowy: Kreskówka. Siedem z nich zdobyło nagrodę. W 1957 roku studio MGM zamknęło swój wydział animacji, jednak odcinki kreskówki nadal były produkowane – przez Gene Deitcha, a następnie w latach 60. przez Chucka Jonesa. Jerry wystąpił także w późniejszych produkcjach telewizyjnych z serii Tom i Jerry, filmach direct-to-video oraz Tom i Jerry: Wielka ucieczka z 1992 r.
Późniejsze odcinki zawierały mniej rysunkowej przemocy, z której były znane epizody z lat 40. i 50. W niektórych z nich Jerry otrzymał czerwoną muszkę i miał bardziej uprzejme nastawienie.

## Opis postaci
Jerry jest niemą myszką o płci męskiej, która uwielbia spokój. Często jest ścigany przez Toma. Lubi jeść ser z lodówki i wrabiać Toma o coś, żeby jego pani się go pozbyła. Zazwyczaj, gdy on i Tom razem mają kłopoty, współpracują, żeby to powstrzymać. Ma wielu przyjaciół – przeważnie są to psy Spike i Tyke, kaczorek, a epizodycznie m.in. lew, słoń. Przygarnął szarą myszkę Nibbles (lub Tuffy, zależnie od odcinka) – ciągle głodną sierotę, noszącą pieluszkę, którą pozostawiono przed drzwiami jego nory. Później Jerry został jego wujkiem. Ma wujka Pecosa z Teksasu, który zawsze nosi duży kapelusz, siwe długie wąsy, buty kowbojskie i gra na gitarze. Zdarza się, że podpija Tomowi mleko.

## Inne wystąpienia
Oprócz seriali animowanych z serii Tom i Jerry, postać pojawiła się także w musicalu Podnieść kotwicę produkcji MGM z 1945 roku. W filmie Jerry jest władcą królestwa, w którym muzyka jest zabroniona, ponieważ wydaje mu się, że nie posiada zdolności. Bohater odgrywany przez Gene Kelly’ego przekonuje mysz do odegrania z nim występu muzycznego. Pierwotnie partnerem bohatera miała być Myszka Miki, ale Walt Disney nie wyraził zgody na użyczenie postaci. Sceny, w których Kelly tańczy z Jerrym stworzono za pomocą techniki rotoskopu – najpierw nakręcono aktora, następnie do każdej klatki dorysowywano mysz w taki sposób, aby dopasować jej ruchy do już istniejącego materiału. Sukces animowanego segmentu w Podnieść kotwicę został zauważony przez recenzentów i określony mianem „ściągnięcia na siebie uwagi” (ang. stealing the show) przyczynił się do powstania dwóch kolejnych projektów filmów łączących live action z rysunkową animacją: podwodny balet z udziałem Toma, Jerry’ego i aktorki Esther Williams w filmie Dangerous When Wet z 1953 r. oraz segmentu „Sindbad i Żeglarz” w Zaproszeniu do tańca (1956).

### Szczenięce lata Toma i Jerry’ego
W Szczenięcych latach Toma i Jerry’ego Jerry nosi czerwoną muszkę i ma pęczek włosów na głowie. Przedrzeźnia Toma, gdy tylko przytrafi się okazja. W kilku epizodach jest jego przyjacielem lub sojusznikiem.

### Kto wrobił królika Rogera?
Jerry miał wystąpić razem z Tomem również jako cameo w usuniętej scenie „Pogrzeb Acme” z filmu animowanego Kto wrobił królika Rogera?.